# Leocadia de Toledo
Leocadia de Toledo o santa Leocadia fue una mujer venerada por la Iglesia como santa, que murió virgen y mártir.
Aunque Aurelio Clemente Prudencio (384-410), que dedicó parte de su obra a himnos de los mártires, no menciona a Leocadia, ya desde antiguo había una iglesia dedicada a la santa. Leocadia es una de las santas de culto más antiguo de España, apareciendo citada ya, por ejemplo, en los calendarios mozárabes. La prisión y muerte de Leocadia fue narrada en un relato del siglo VII.

## Hagiografía

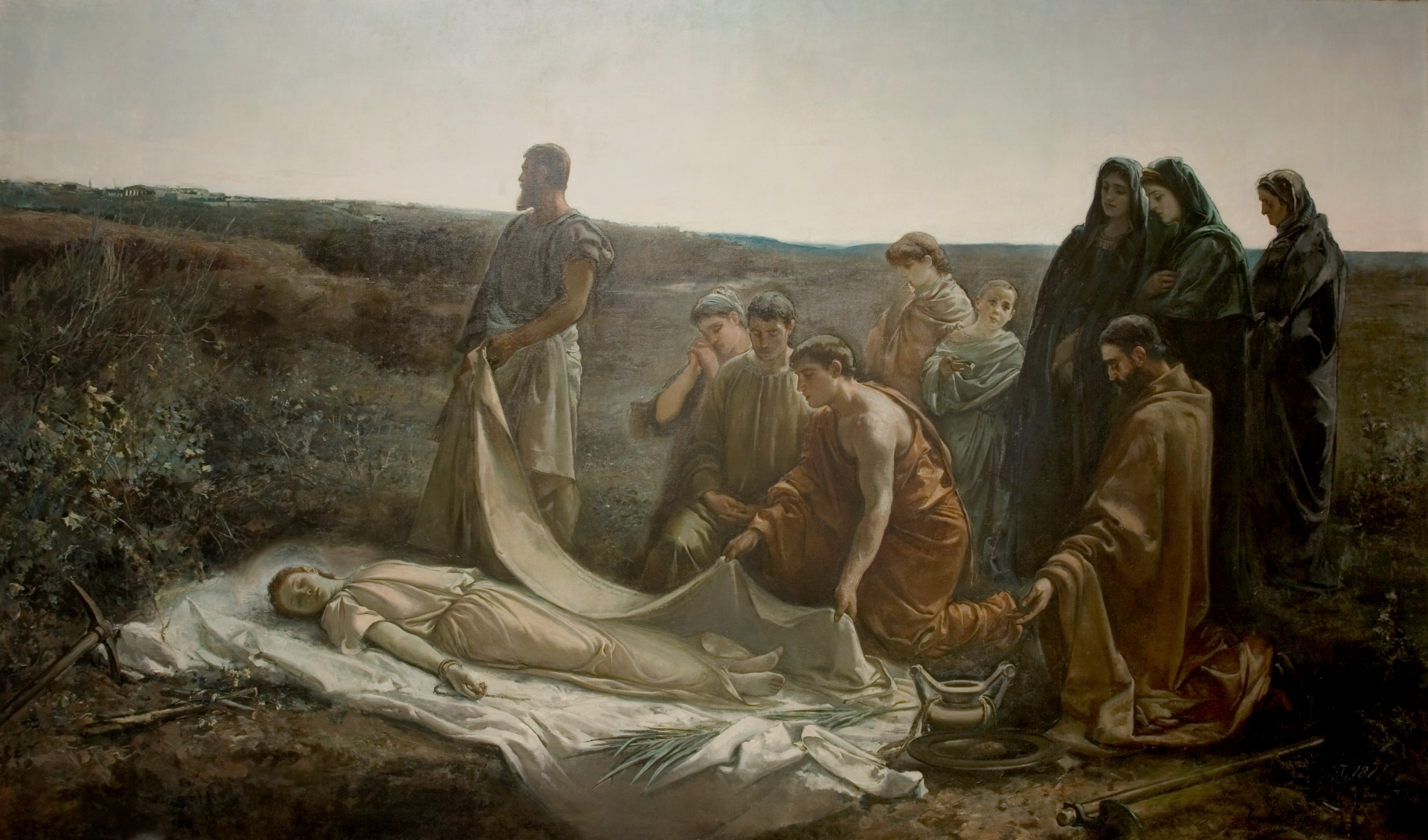
Entierro de Santa Leocadia de Cecilio Pla, presentado en la Exposición Nacional de Bellas Artes de 1887.

Las primeras fuentes hagiográficas datan, probablemente, del siglo V. Narran que Leocadia pertenecía a una familia noble.
Según la tradición fue Publio Daciano, prefecto romano de Hispania y gobernador de la Bética, quien aplicó en Hispania el decreto de Diocleciano que ordenaba la persecución de los cristianos y el responsable directo de su encierro y, en última instancia, muerte por martirio incruento. Al llegar a Toledo, el pretor Daciano manda encarcelar a Leocadia por la confesión pública de su fe y rechazo a la apostasía. Leocadia fue encerrada con amarras y en una mazmorra oscura para que reflexionara sobre los tormentos que la esperaban si no rectificaba. Enterada del martirio de Eulalia de Mérida y de otros mártires como, entre otros, Vicente, Sabina y Cristeta de Talavera, con los tremendos tormentos que les fueron aplicados con gran crueldad, Leocadia muere, tal vez también de agotamiento, en prisión.

## Reliquias

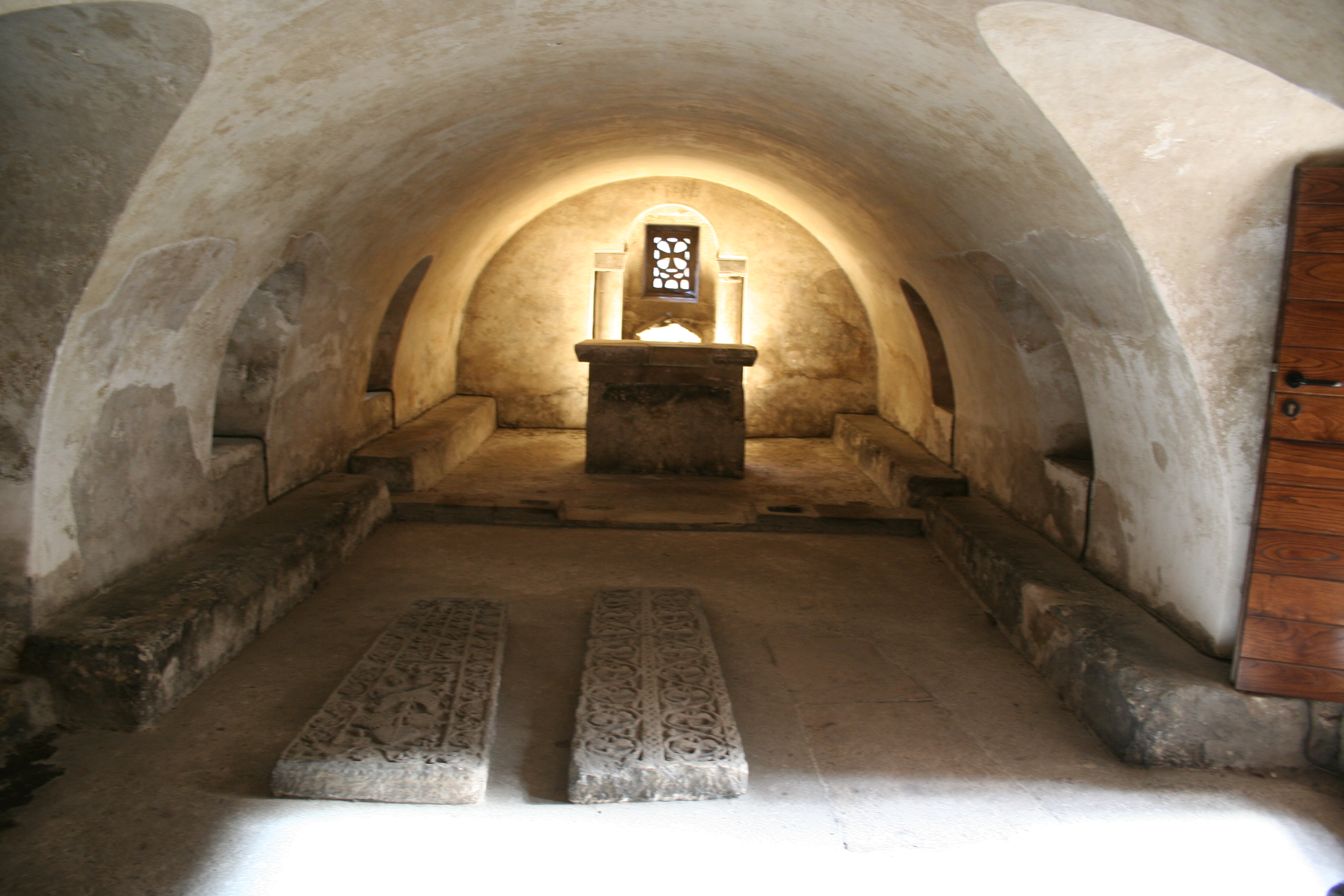
Cripta de Santa Leocadia (Oviedo).

Inicialmente fue enterrada en el cementerio de Toledo, en la zona occidental, junto al Tajo, donde estuvieron sus restos hasta el siglo VIII. La persecución de Abderramán I contra los cristianos provocó que muchos mozárabes huyeran de la ciudad y se llevaran las reliquias de Leocadia, junto con las de otros santos toledanos. Las de Leocadia fueron llevadas a Oviedo, donde Alfonso el Casto erigió un templo en su honor. De Oviedo, las reliquias fueron llevadas a Flandes en el siglo XII. Por mediación de Felipe II los monjes del cenobio de Saint-Ghislain (diócesis de Cambrai), donde estaban entonces depositadas, acceden a entregarlas al padre jesuita Miguel Hernández y en 1587 llegan a la catedral de Toledo. A la ceremonia de recepción asisten, entre otros, el rey Felipe II.
Los restos de la santa reposan en el Ochavo de la catedral, en una arqueta de plata, la cual tiene textos sobre su vida. La arqueta fue diseñada por Nicolás de Vergara y confeccionada por el platero Merino. Se saca en procesión en carroza el día 9 de diciembre.

## Iconografía

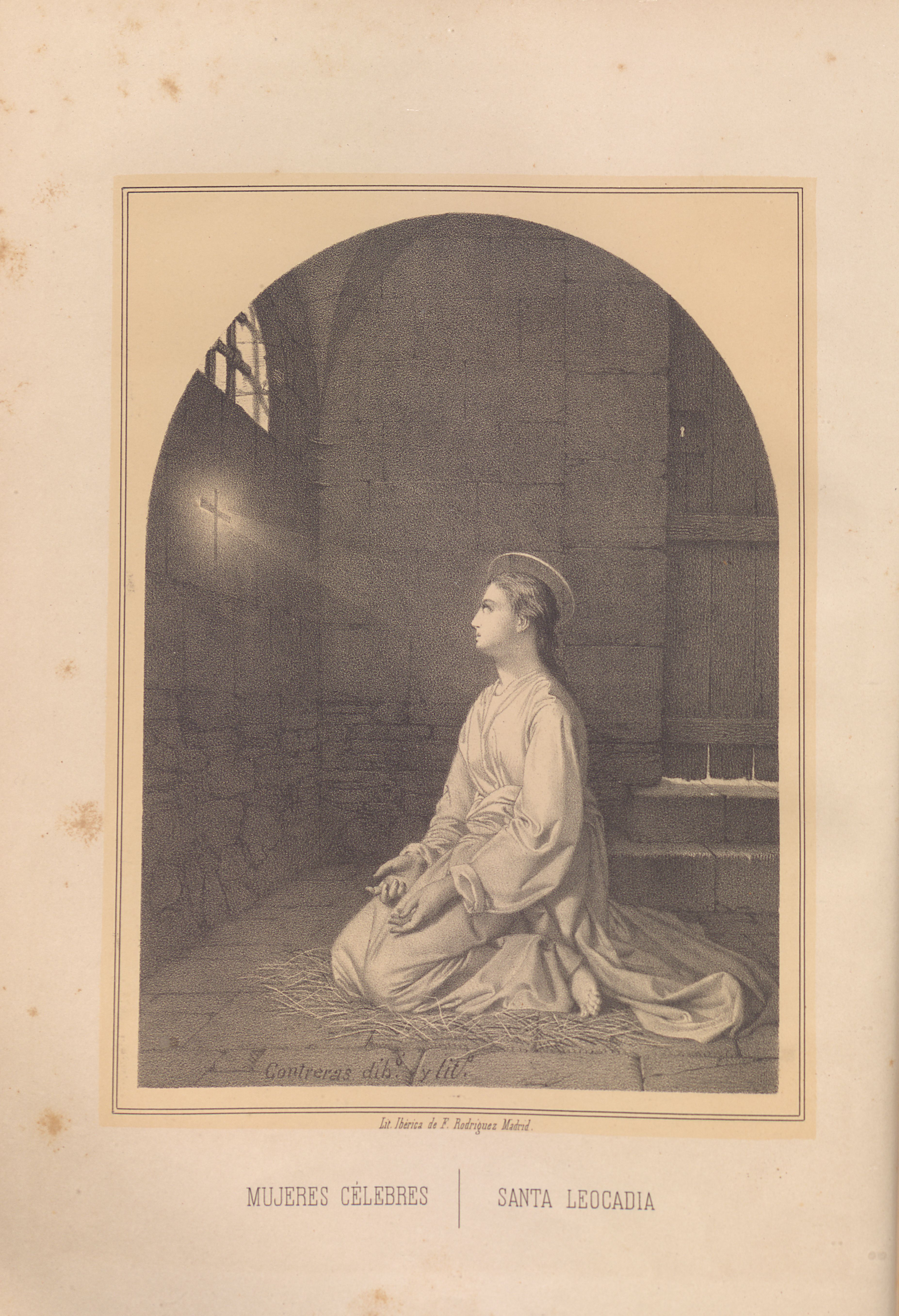
Santa Leocadia presa en una litografía del.

Se la representa con una cruz por la que dibujó en prisión en la roca, y con la palma del martirio. También ante el pretor, azotada y en prisión. En otras ocasiones se la representa en su aparición a san Ildefonso de Toledo. Por último, se la representa con una torre, por haber muerto en prisión. Tiene el título de confesora.

## Iglesia de Santa Leocadia
La tradición toledana sostiene que la iglesia de Santa Leocadia en Toledo (España) está edificada sobre el solar de la casa donde nació la santa, a la que pertenecería una pequeña habitación subterránea, donde se afirma que hacía oración.
La parroquia aparece citada en documentos desde mediados del siglo XII, con la denominación de «Santa Leocadia de dentro de Toledo», para diferenciarla de otra iglesia, con la misma advocación, «junto al alcázar», edificada en el lugar donde la santa estuvo en prisión. También se llamó a la basílica extramuros «La de fuera», antes de «Santa Leocadia» y actualmente «del Cristo de la Vega», donde fue enterrada.
Las partes más antiguas son de estilo mudéjar toledano.
En el siglo VII fue sede del IV Concilio de Toledo.